# FORM JAPAN
FORM JAPAN（フォルムジャパン）は、愛知県名古屋市中区に本社を置く芸能事務所である。

## 概要
元々、元祖名古屋ご当地アイドルの先駆け的グループだった「白鳥セブン（しろとりセブン）」のメンバーでモデルやタレントとしても活躍している山本義樹が名古屋で創業。所属者数は現在20名以上で、アイドルが多いが、一部はタレントやコンパニオン、アーティストなどエンターテインメント方面でも活動している。
また、ライブハウス金山に「CLUB SARU」、新栄に「名古屋FJ Theater」を運営している（後述）。

## 事業所・施設
- 名古屋オフィス（愛知県名古屋市中区丸の内3丁目7-9 チサンマンション丸の内第二605）
- 東京オフィス（東京都目黒区中町2丁目37−22祐天寺ハウスR）
- CLUB SARU（愛知県名古屋市中区金山3-5-23）

## 沿革
- 1997年（平成9年）6月9日 - 栄にライブバー「Bar SARU」を開店。
- 2005年（平成17年）6月20日 - FORM JAPANを設立。
- 2007年（平成19年） - 「Bar SARU」をライブハウス「CLUB SARU」として金山へ移転。
- 2012年（平成24年） - 名古屋CLEAR‘Sデビュー
- 2022年（令和4年）1月8日 - 新栄のPLUSWIN HALL NAGOYA跡地にライブハウス「名古屋FJ Theater」を開店。

## 所属タレント・アイドル

### 現在の主な所属者
- 名古屋CLEAR‘S
- Re☆Sta
- ＃HASHTAG
- LIT
- DEERET
- Is
- 溺れる愛デンティティ
- 北川綾巴
- お願い‼︎フルハウス
- 島谷ひとみ（業務提携）
- 安藤ちひろ
- 宮田茜
- YOSHIKI
- Yuki Kitamura（旧芸名:キタムラユウキ）
- momimaru
- 小塚崇彦
- KENちゃん
- 朝比奈凛
- 柴田美桜
- Cygnetique

#### 東京支社の所属者
- 左右非対称
- PiNSCA
- 大谷雅恵
- 彩希エリナ
- RiKKYY

#### 活動休止中の所属者
- CHELSEA

### 過去の主な所属者
- BANANA
- cara't
- 吉本衣里
- 早野有香
- Pink GARNET
- 奥田しおり（ア・ライズプロモーションへ移籍）
- 未来
- 浅見みどり
- NKO☆Lovers
- TRYangel
- SARU Dol（解散後も神田理保のみ事務所に残り名古屋CLEAR‘Sに加入）
- Barbie Lips
- きろる
- THE SPUNKY
- 大阪CLEAR‘S（910エンターテインメントへ移籍）
- ますぐれJC（Airiは解散後もしばらくAiri&Asukaとして活動）
- Airi&Asuka（HoneyBunny結成後もしばらく活動していた）
- ちぇり→☆ボンボン
- HoneyBunny（ASH entertainmentに移籍）

## CLUB SARU
愛知県名古屋市中区金山にあるライブハウス。アイドルやアーティストのライブイベントや、結婚式や飲み会の2次会などにも使用されている。
この施設では月数回、「I STYLE CAFE」と「BOY STYLE CAFE」を開催しており、アイドルのライブを行う他、「アルドル」といういわゆる「アイドルの卵」が営業を行い、料理の提供や記念撮影などを行っている。

## 関連事務所
- 株式会社スカイエイトプロモーション
- 株式会社CLEAR’S事務局
- ビクターエンタテインメント
- エイベックス・エンタテインメント株式会社